# Форест-Парк (Оклахома)
Форест-Парк (англ. Forest Park) — місто (англ. town) в США, в окрузі Оклахома штату Оклахома. Населення — 1049 осіб (2020).

## Географія
Форест-Парк розташований за координатами 35°30′34″ пн. ш. 97°26′49″ зх. д. / 35.50944° пн. ш. 97.44694° зх. д. (35.509530, -97.446845).  За даними Бюро перепису населення США в 2010 році місто мало площу 4,73 км², уся площа — суходіл.

## Демографія
Згідно з переписом 2010 року, у місті мешкало 998 осіб у 432 домогосподарствах у складі 303 родин. Густота населення становила 211 особа/км².  Було 462 помешкання (98/км²).
Расовий склад населення:
| - 73,4 % — чорних або афроамериканців - 17,0 % — білих - 2,0 % — азіатів - 1,2 % — корінних американців |

До двох чи більше рас належало 5,5 %. Частка іспаномовних становила 2,1 % від усіх жителів.
За віковим діапазоном населення розподілялося таким чином: 15,4 % — особи молодші 18 років, 58,6 % — особи у віці 18—64 років, 26,0 % — особи у віці 65 років та старші. Медіана віку мешканця становила 53,9 року. На 100 осіб жіночої статі у місті припадало 94,2 чоловіків;  на 100 жінок у віці від 18 років та старших — 91,0 чоловіків також старших 18 років.
Середній дохід на одне домашнє господарство  становив 79 657 доларів США (медіана — 68 977), а середній дохід на одну сім'ю — 92 343 долари (медіана — 81 324). Медіана доходів становила 51 310 доларів для чоловіків та 47 885 доларів для жінок. За межею бідності перебувало 9,3 % осіб, у тому числі 24,7 % дітей у віці до 18 років та 4,4 % осіб у віці 65 років та старших.
Цивільне працевлаштоване населення становило 484 особи. Основні галузі зайнятості: освіта, охорона здоров'я та соціальна допомога — 26,4 %, мистецтво, розваги та відпочинок — 14,7 %, публічна адміністрація — 11,6 %, фінанси, страхування та нерухомість — 9,9 %.